# 28967 Gerhardter
28967 Gerhardter è un asteroide della fascia principale. Scoperto nel 2001, presenta un'orbita caratterizzata da un semiasse maggiore pari a 2,2093037 UA e da un'eccentricità di 0,1740040, inclinata di 6,77848° rispetto all'eclittica.